# Boeing TB
Boeing TB (Boeing Model 63) – amerykański samolot torpedowy zaprojektowany w 1925 w Bureau of Aeronautics (dyrektoratu United States Navy ds. lotnictwa morskiego) i zbudowany w zakładach Boeinga w 1927. Zbudowano trzy egzemplarze, nie uruchomiomo produkcji seryjnej.

## Tło historyczne
Po I wojnie światowej większość samolotów powstających dla United States Navy (USN) było projektowanych wewnętrznie, czasami pierwsze prototypy powstawały nawet w należących do USN zakładach Naval Aircraft Factory i dopiero wtedy USN ogłaszała kontrakt na budowę nowego typu samolotu. W niektórych przypadkach USN pozostawiała zewnętrznym wykonawcą wolną rękę przy dopracowywaniu różnych rozwiązań konstrukcyjnych.
Jednym z takich samolotów był bombowiec torpedowy, który otrzymał wewnętrzne oznaczenie Boeinga Model 63, a w USN był znany jako TB (Torpedo, Boeing). Boeing TB w znacznej mierze opierał się na nieco wcześniejszym samolocie Martin T3M, ale miał nowocześniejszą konstrukcję.

## Opis konstrukcji
Boeing TB był jednosilnikowym samolotem dwupłatowym z wymiennym podwoziem kołowym bądź pływakowym. Jak wodnosamolot wyposażony był w dwa duże pływaki, powozie kołowe było bardzo szeroko rozstawione z dwoma kołami pod każdym skrzydłem.
Napęd samolotu stanowił silnik Packard 3A-2500 o mocy 730 KM z drewnianym, trójpłatowym śmigłem o stałym skoku.
Cały samolot miał konstrukcję duraluminiową i był kryty płótnem. Skrzydła były częściowo składane. Załoga składała się z trzech osób, pilot i bombardier/nawigator siedzieli obok siebie w kabinie umieszczonej tuż za silnikiem i przed górnym skrzydłem, tylny strzelec zajmował kabinę znajdującą się pomiędzy skrzydłem a ogonem.
Uzbrojenie stanowiły dwa pojedyncze karabiny maszynowe Browning M1919 kalibru 7,62. Jeden, ruchomy, obsługiwany był przez tylnego strzelca; drugi, nieruchomy, skierowany był do przodu. Samolot mógł przenosić pojedynczą torpedę typu Bliss-Leavitt lub do 1500 funtów (680 kg) bomb.

## Historia
Lot pierwszego TB odbył się 4 maja 1927, wraz z pozostałymi dwoma samolotami został on dostarczony USN w czerwcu tego roku. Już w późniejszym czasie pierwszy egzemplarz otrzymał oznaczenie XTB (X oznaczające experimental – doświadczalny).
Jeszcze zanim zbudowane przez Boeinga samoloty trafiły do USN, zdecydowano tam, że ciężkie samoloty torpedowe i bombowe powinny być napędzane przez dwa silniki, według specyfikacji USN zaprojektowano dwusilnikowy Douglas T2D, który stał się podstawowym samolotem bombowo-torpedowym US Navy. Boeing TB nie wszedł do produkcji seryjnej, był to ostatni przed II wojną światową samolot wyprodukowany w zakładach Boeinga, który nie był oryginalnym projektem tej firmy.